# Шуляк африканський
Шуля́к африканський (Aviceda cuculoides) — вид яструбоподібних птахів родини яструбових (Accipitridae). Мешкає в Африці на південь від Сахари.

## Опис

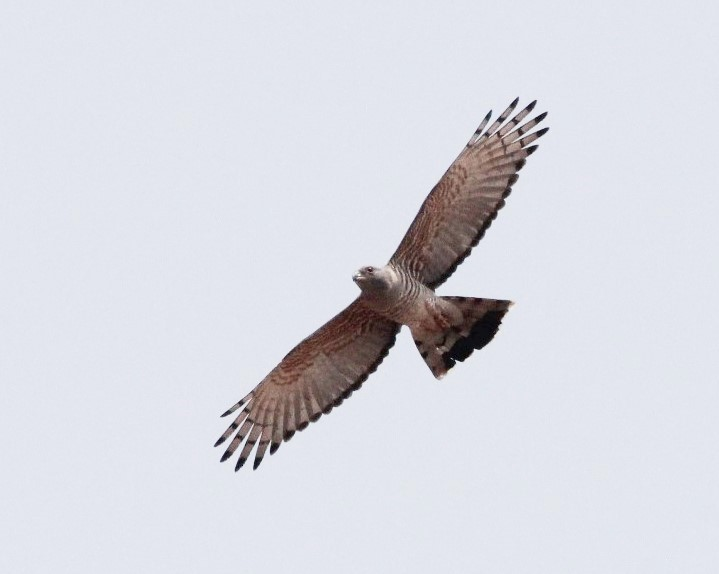
Африканський шуляк в польоті

Африканський шуляк — хижий птах середнього розміру. Його довжина становить 38-43 см, розмах крил 85-95 см, вага 220-296 г. Зовні він нагадує зозулю, що відображено у видовій назві cuculoides — схожий на зозулю. В польоті нагадує яструба, однак має довші і більш загострені крила. Самиці є дещо більшими за самців.
У самців верхня частина тіла чорнувато-коричнева, голова, груди і верхня частина спини сірі, на тімені невеликий чорнуватий чуб. Нижня частина тіла біла, поцяткована широкими рудувато-коричневими смугами. Покривні пера крил іржасті, махові пера сріблясто-сірі з чорними кінчиками. Хвіст чорний з трьома сірими смугами і сірувато-білим кінчиком. Очі червоні.
Самиці мають більш коричневе забарвлення, темні смуги на нижній частини тіла у них менш чіткі, смуги на хвості більш широкі, очі яскраво-жовті. У молодих птахів верхня частина тіла бура, пера на ній мають охристі краї, над очима у них білі "брови", нижня частина тіла біла, поцяткована краплеподібними темними плямами.
У представників підвиду A. c. batesi спина більш темна, а нижня частина тіла більш смугаста. У представників підвиду A. c. verreauxii шия іржасто-руда, а смуги на нижній стороні крил більш чіткі.

## Підвиди
Виділяють три підвиди:
- A. c. cuculoides Swainson, 1837 — від Сенегалу до південно-західної Ефіопії і півночі ДР Конго;
- A. c. batesi (Swann, 1920) — від Сьєрра-Леоне до Уганди і північної Анголи;
- A. c. verreauxii Lafresnaye, 1846 — від східної Анголи до Уганди і ПАР.

## Поширення і екологія
Африканські шуляки живуть на узліссях тропічних лісів, в галерейних лісах і лісистих саванах, на плантаціях і в садах. Зустрічаються поодинці, на висоті до 3000 м над рівнем моря. Ведуть переважно осілий спосіб життя, однак з квітня по листопад частина популяції мігрує до Східної Африки, зокрема на узбережжя Кенії, а під час негніздового періоду частина популяції мігрує до Південної Африки, зокрема на плато Хайвельд. Початок сезону розмноження різниться в залежності від регіону, в Південній Африці він триває з вересня по березень, в Західній Африці з червня по серпень, в Кенії він припадає на сезон дощів і триває з березня по червень і з листопада по лютий.
Африканські шуляки живляться переважно плазунами і великими комахами, такими як коники, паличники і богомоли, а також жабами, криланами, гризунами, птахами, рибою і навіть прісноводними крабами. Вони полюють в кронах дерев, перелітаючи з дерева на дерево, або чатують на здобич, сидячи на гілці.
Африканські шуляки є моногамними птахами. Зазвичай вони ведуть прихований спосіб життя, однак під час сезону розмноження виконують видовищні демонстраційні польоти. Гніздо будується парою птахів протягом 11 днів і являє собою платформу з гілок, ліан і листя, встелену листям, травою і дрібними гілочками. Воно зазвичай розміщується на верхніх гілках дерева, на висоті від 10 до 30 м над землею. В кладці 1-2, іноді 3 яйця. Інкубаційний період триває 32-33 дні. Насиджують і доглядають за пташенятами і самиці, і самці. Пташенята покидають гніздо через 28-30 днів після вилуплення. Через тиждень вони стають самостійними.